# Hugh Quarshie
Hugh Anthony Quarshie (nascido a 22 de Dezembro de 1954) é um actor ganês naturalizado britânico, que atua em teatro, televisão e cinema. Alguns dos seus melhores trabalhos incluem as suas aparências nos filmes Highlanders (1986) e Star Wars Episódio I: A Ameaça Fantasma (1999) e o seu longo papel como Ric Griffin no melodrama da BBC Holby City (2001-presente).

## Juventude e vida pessoal
Quarshie tem um conjunto de ancestrais ganeses, ingleses e holandeses. Nasceu em Acra, Gana, de Emma Wilhelmina (nascida Philips, 1917-2004) e Richard Quarshie, com ancestrais africanos, emigrando a sua família para o Reino Unido com 3 anos. Foi educado em Bryanston School em Dorset e na Dean Close School em Cheltenham, Gloucestershire (durante o qual fez o papel de Otelo no Tuckwell Theatre), antes de ler PPE na Igreja Cristã, Oxford.

## Carreira
Quarshie considerou tornar-se jornalista antes de seguir teatro. Ele é um membro da Royal Shakespeare Company, e apareceu em várias produções de teatro e programas televisivos, incluindo a série Behaving Badly com Judi Dench. Ele é mais conhecido pelos papéis de Sunda Kastagir em Highlander, Captain Panaka em Star Wars: Ameaça Fantasma, e Ric Griffin na série televisiva Holby City. Esteve presente no evento de fãs de Star Wars, "Star Wars Celebration" em 1999.
Apareceu no episódio de duas partes, em 2007, da série Doctor Who, Daleks in Manhattan/Evolution of the Daleks, como Solomon, o líder da cidade de Hooverville. Ele liderou o elenco de Michele Soavi em The Church (1989) como Padre Gus, e fez de Aaron o Moor na BBC em Titus Andronicus, de Shakespeare.
Quarshie também narrou em televisão. O seu trabalho inclui o documentário de 2006 Mega Falls of Iguacu (sobre as Cataratas de Iguaçu), a adaptação de Small Island de 2009, e a série Wildfire de 2010, da BBC, Great Rift: Africa's Wild Heart. Em Setembro de 2010, protagonizou um episódio de Who do You Think You Are?, onde investigou as suas origens ganienses e holandesas. O episódio revelou um dos seus ancestrais como sendo Pieter Martinus Johannes Karmeling, um oficial holandês na Gold Coast, fazendo de Quarshie um parente distante do actor holandês Antonie Kamerling.

## Filmografia
| Ano           | Filme                                             | Papel                     | Notas                                        |
| ------------- | ------------------------------------------------- | ------------------------- | -------------------------------------------- |
| 1968          | Scene (série de TV)                               | 1 episódio ("Wide Games") |                                              |
| 1979          | The Knowledge (filme de TV)                       | Campion                   |                                              |
| 1980          | Buccaneer (série de TV)                           | Major Ndobi               | 2 episódios                                  |
| 1980          | The Dogs of War                                   | Zangaron Officer          |                                              |
| 1981          | Wolcott (mini-série de TV)                        | Dennis St George          |                                              |
| 1981          | The Jail Diary of Albie Sachs (filme de TV)       | Danny Young               |                                              |
| 1981          | A Midsummer Night's Dream (filme de TV)           | Philostrate               |                                              |
| 1983          | Rumpole of the Bailey                             | Jonathan Mazenze          | 1 episódio ("Rumpole and the Golden Thread") |
| 1983          | Angels (série de TV)                              | Turi Mimi                 | 2 episódios                                  |
| 1984          | Sharma and Beyond (filme de TV)                   | Man on Stairs             |                                              |
| 1985          | Baby: Secret of the Lost Legend                   | Kenge Obe                 |                                              |
| 1985          | Titus Andronicus (filme de TV)                    | Aaron                     |                                              |
| 1985          | Alas Smith and Jones (série de TV)                | 1 episódio                |                                              |
| 1986          | Highlander                                        | Sunda Kastagir            |                                              |
| 1986–1989     | Screenplay (série de TV)                          | Mike/Wallace              | 2 episódios                                  |
| 1988          | A Gentleman's Club (série de TV)                  | Baba                      | 1 episódio                                   |
| 1989          | La Chiesa                                         | Father Gus                |                                              |
| 1989          | Behaving Badly (mini-série de TV)                 | Daniel                    |                                              |
| 1990          | Nightbreed                                        | Detective Joyce           |                                              |
| 1991          | Chancer (série de TV)                             | Kazeem                    | 2 episódios                                  |
| 1991          | Press Gang (série de TV)                          | Inspector Hibbert         |                                              |
| 1992          | Surgical Spirit (série de TV)                     | Fergus Debonaire          | 1 episódio                                   |
| 1992          | Virtual Murder (série de TV)                      | Dr Mellor                 |                                              |
| 1992          | The Tomorrow People (série de TV)                 | Professor John Galt       | Todos os 6 episódios                         |
| 1992–94       | Medics (série de TV)                              | Dr Tom Carey              |                                              |
| 1993          | The Comic Strip Presents ... (série de TV)        | Lieutenant Delaney        |                                              |
| 1993          | Red Dwarf (série de TV)                           | Computer Voice            | 1 episódio ("Emohawk: Polymorph II")         |
| 1994          | Horizon (documentário de TV)                      | Narrator                  |                                              |
| 1994          | The Chief (série de TV)                           | Vincent Pierce            | 1 episódio                                   |
| 1994          | MacGyver: Lost Treasure of Atlantis (filme de TV) | Inspector Rhodes          |                                              |
| 1994          | Shakespeare: The Animated Tales (série de TV)     | Cassius                   |                                              |
| 1999          | Star Wars: The Phantom Menace                     | Captain Panaka            |                                              |
| 2001-presente | Holby City                                        | Ric Griffin               |                                              |
| 2003          | Conspiracy of Silence                             | Fr. Joseph Ennis, S.J.    |                                              |
| 2007          | Doctor Who                                        | Solomon                   | 2 episódios                                  |

## Actuações de teatro
- Goethe's Faust como Mephistopheles (RSC, 1995)
- Julius Caesar como Mark Antony (RSC, 1995)
- Othello como Otelo (RSC, 2015)